# Tchyně
Tchyně (staročesky svegruše) vyjadřuje švagrovský vztah mezi matkou a manželem nebo manželkou jejího dítěte. Synova manželka se stává snachou a dceřin manžel zetěm.
Podle současné právní úpravy tchyní naopak není matka, jejíž syn či dcera jsou v registrovaném partnerství, protože institut švagrovství vzniká jen na základě uzavření manželství.
Mužským protějškem ke slovu tchyně je tchán.

## Vztahy
Slovo tchyně je vyjádřeno ve vztazích:
- mezi matkou manžela – tchyně–snacha
- mezi matkou manželky – tchyně–zeť

## Pratchyně
Od tchyně je odvozeno slovo pratchyně, které vyjadřuje vztah mezi manželovou/manželčinou babičkou.